# ChilePrimero
ChilePrimero (CH1) fue un partido político chileno, de tendencia liberal progresista, creado el 12 de mayo de 2007 a partir de una escisión de militantes del Partido por la Democracia.
En 2012 fue reinscrito dado que en las elecciones parlamentarias de 2009, al no lograr obtener un 5% de los votos, fue disuelto por el SERVEL como partido político. En 2013 desapareció del espectro político luego de que apareciera el Partido Liberal de Chile, creado por exmilitantes de ChilePrimero.

## Pensamiento
Aunque el movimiento no se define ideológicamente con una postura política fija, en él confluyen diversas corrientes del liberalismo económico y del progresismo valórico. Esta simbiosis lo posiciona como un movimiento de corte socioliberal. Era considerado como un movimiento de  centroderecha; aunque sus fundadores venían de un partido de centroizquierda.
El movimiento busca captar a adherentes principalmente jóvenes, proponiendo como concepto una Sociedad 2.0 (término derivado de la Web 2.0), aludiendo a un nuevo modelo social que permita una colaboración conjunta de todos los miembros de la sociedad.

## Historia

### Antecedentes
Los gestores del movimiento ChilePrimero eran miembros activos del Partido por la Democracia (PPD), perteneciente a la Concertación. Sus salidas se gestaron entre diciembre de 2006 y enero de 2007, por distintos motivos.
El 6 de noviembre de 2006, el senador Fernando Flores solicitó la suspensión de su militancia del PPD, producto de a su juicio, la defensa que el partido le habría otorgado al senador Guido Girardi, tras el descubrimiento de la entrega, por parte de este último, de información falsa al Servicio Electoral (Servel) respecto a sus gastos de campaña en la última elección senatorial. El 9 de enero de 2007 presentó su renuncia al partido. El diputado de la misma colectividad, Esteban Valenzuela, renunció ese mismo día junto con Flores, en apoyo a su causa.
En una entrevista al diario El Mercurio, el exdiputado del PPD Jorge Schaulsohn señaló que el gobierno utilizaba los dineros públicos para financiar al pacto político de la Concertación al cual pertenece, y que este hecho estaba justificado por una suerte de «ideología de la corrupción» que amparaba las prácticas. Debido a estos dichos, el Tribunal Supremo del PPD decidió el 26 de diciembre de 2006 su expulsión del partido.

### Fundación de ChilePrimero y municipales de 2008
ChilePrimero fue fundado por el senador Fernando Flores, el diputado Esteban Valenzuela y Jorge Schaulsohn, el 12 de mayo de 2007, quedando establecida como directiva provisional la formada por Flores como presidente, Valenzuela como Vicepresidente y Schaulsohn como Secretario General. El 10 de octubre el movimiento se presentó ante el Servicio Electoral, para constituirse como un partido político en formación, tras lo cual tuvieron un plazo de 210 días para reunir alrededor de 35 000 firmas, entregando el 14 de mayo de 2008 más de 45 mil rúbricas. Sin embargo, el 8 de julio el Servicio Electoral rechazó la inscripción de ChilePrimero como partido político tras descubrirse irregularidades en la inscripción de militantes, ante lo cual no quedó registrado como partido político debidamente constituido, lo cual generó duras críticas de parte de Jorge Schaulsohn, quien acusó al Servicio Electoral de actuar bajo las presiones de la Concertación.
Pese a ello, ChilePrimero lanzó sus primeras candidaturas en las elecciones municipales de 2008 bajo el alero del Partido Regionalista de los Independientes y el Partido Ecologista de Chile en la alianza Por un Chile limpio. El 20 de octubre de 2008 fue publicada en el Diario Oficial la constitución de ChilePrimero como partido político en las regiones de Arica y Parinacota, Antofagasta, Atacama, Coquimbo, O'Higgins y Los Ríos.

### Integrante de la Coalición por el Cambio

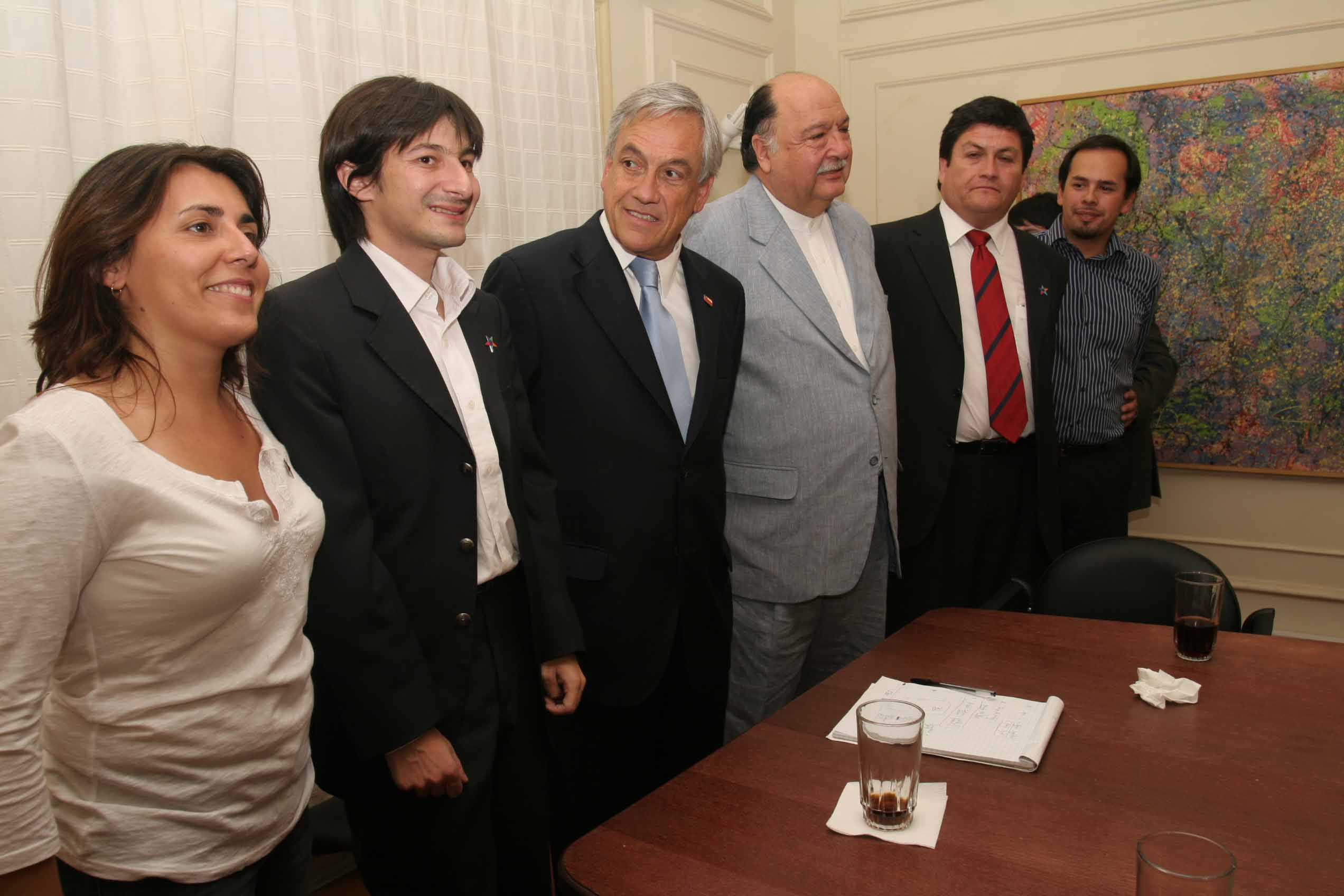
Directiva de ChilePrimero en enero de 2010, junto al entonces presidente electo Sebastián Piñera.

En marzo de 2009 asume una nueva directiva en el partido, encabezada por Alberto Precht, al mismo tiempo que surge una controversia entre los miembros fundadores de la colectividad, ya que divergen en cuanto al apoyo que se entregaría al candidato de la Alianza por Chile, Sebastián Piñera, para la elección presidencial de ese año; mientras Schaulsohn se declara abiertamente "piñerista", el diputado Esteban Valenzuela decide marginarse de ChilePrimero para respaldar la candidatura de Marco Enríquez-Ominami y formar el movimiento Red Progresista.
El 6 de mayo se oficializa la nueva coalición electoral entre Renovación Nacional, la Unión Demócrata Independiente y ChilePrimero, denominada "Coalición por el Cambio". Dicho pacto sostuvo el triunfo de Piñera y consagró el regreso de la derecha al poder luego de 20 años de gobiernos de la Concertación. Integraron la lista de esta coalición en las elecciones parlamentarias de 2009, a las que presentaron cuatro candidatos a diputados (Gerardo Castro, Arturo Basadre, Juan Sabando y Adriana Peñafiel), no resultando ninguno elegido. En enero de 2010 el partido fue declarado disuelto por el Servicio Electoral de Chile, ya que no alcanzó el 5% de la votación en 3 regiones continuas o en 8 discontinuas, ni eligió 4 diputados.
El 16 de octubre de 2010 asumió una nueva directiva del partido, encabezada por Vlado Mirosevic. El 9 de abril de 2011, ChilePrimero inició su proceso de reinscripción ante el Servicio Electoral, teniendo como objetivo inicial tener los inscritos necesarios para presentarse a las elecciones municipales de 2012, formando parte de la Coalición por el Cambio.
Sin embargo, en el segundo aniversario del triunfo electoral de Sebastián Piñera, el 17 de enero de 2012, el presidente de la colectividad Vlado Mirosevic no se hizo parte de la celebración del gobierno, aduciendo diferencias con los sectores más conservadores de la coalición. Tiempo después, Fernando Flores y Jorge Schaulsohn anunciaron su salida de la colectividad.
El partido proclamó como candidato para las elecciones presidenciales de 2013 al exdiputado demócratacristiano Tomás Jocelyn-Holt, aunque tiempo después le retiraron su apoyo debido a "diferencias de estilo". Jocelyn-Holt continuaría con su campaña como independiente y obtendría una de las votaciones más bajas en la historia del país.
En las elecciones municipales de 2012 integraron una lista propia, "Chile está en Otra", pero no obtuvieron alcaldes ni concejales.
En 2013 el partido se convirtió en el Partido Liberal de Chile, aprovechando la inscripción del primero en el registro de partidos políticos.

## Resultados electorales

### Elecciones parlamentarias
| Elección | Diputados | Diputados       | Diputados | Senadores         | Senadores         | Senadores |
| Elección | Votos     | % de votos      | Escaños   | Votos             | % de votos        | Escaños   |
| -------- | --------- | --------------- | --------- | ----------------- | ----------------- | --------- |
| 2009     | 18 021    | \| \| 0,27 % \| | 0/120     | Sin participación | Sin participación | 0/38      |
|          | 0,27 %    |                 |           |                   |                   |           |

### Elecciones municipales
|  | 0,00 % |

|  | 0,03 % |

## Presidentes
- Fernando Flores (2007-2009)
- Alberto Precht  (2009-2010)
- Vlado Mirosevic (2010-2013)

## Autoridades

### Senadores
| Nombre          | Región          | Circunscripción | Período   |
| --------------- | --------------- | --------------- | --------- |
| Fernando Flores | I y XV Regiones | 1               | 2007-2010 |

### Alcaldes y concejales
Los alcaldes elegidos en 2008 pertenecientes al Pacto "Por un Chile Limpio", pertenecientes a Chileprimero como independientes, y otros como independientes fuera de pacto:
- Audito Retamal Lazo (San Pedro de la Paz, Región del Biobío)

En cuanto a la elección de concejales, el partido obtuvo 18 candidatos elegidos como independientes, los cuales se dividían por región de la siguiente manera:
| N.º  | Región                       | Concejales |
| ---- | ---------------------------- | ---------- |
| XV   | Arica-Parinacota             | 1          |
| I    | Tarapacá                     | 0          |
| II   | Antofagasta                  | 1          |
| III  | Atacama                      | 0          |
| IV   | Coquimbo                     | 1          |
| V    | Valparaíso                   | 0          |
| RM   | Metropolitana de Santiago    | 1          |
| VI   | O'Higgins                    | 6          |
| VII  | Maule                        | 0          |
| VIII | Biobío                       | 5          |
| IX   | Araucanía                    | 0          |
| XIV  | Los Ríos                     | 1          |
| X    | Los Lagos                    | 0          |
| XI   | Aisén                        | 0          |
| XII  | Magallanes-Antártica Chilena | 2          |
|      | Total nacional               | 18         |